# مهند محادين
مهند محادين، لاعب كرة قدم أردني سابق، مواليد عمان في 7 نيسان 1973. لعب لصالح النادي الفيصلي (الأردن) ومنتخب الأردن لكرة القدم كمدافع. ثم أصبح مديراً إدارياً للمنتخب الوطني عامي 2009-2010. وهو حاليا عضو مجلس إدارة اتحاد الأردن لكرة القدم، ويعمل كمدير للتسويق والاتصالات.
تعتبر مباراة منتخب الأردن مع منتخب العراق التي أقيمت في عمان في 8 حزيران 2007 مباراة اعتزاله لعب كرة القدم.
عام 2011، تعاقد مع راديو وتلفزيون العرب لتقديم برنامج رياضي عن الدوري الأردني لكرة القدم، ومتابعة دقيقة لاحصائيات المباريات، إضافة إلى إجراء اتصالات متعددة مع النقاد الرياضيين لابراز آرائهم في العديد من القضايا الرياضية التي تتعلق بالدوري الأردني. يرأس حالياً قسم البرامج الرياضية في قناة المملكة الأردنية.

## المشاركات في البطولات الدولية

### دورات الألعاب العربية
- دورة الألعاب العربية 1997
- دورة الألعاب العربية 1999

### كأس العرب
- كأس العرب لكرة القدم 1998
- كأس العرب لكرة القدم 2002

### بطولات اتحاد غرب آسيا لكرة القدم
- بطولة اتحاد غرب آسيا لكرة القدم 2000
- بطولة اتحاد غرب آسيا لكرة القدم 2002

## وصلات خارجية
- مهند محادين على موقع قاعدة بيانات كرة القدم.إي يو (الإنجليزية)
- مهند محادين على موقع ناشيونال فوتبول تيمز (الإنجليزية)
- مهند محادين على موقع كووورة

- Mahadeen on Facebook